# 丹尼尔·阿拉普·莫伊

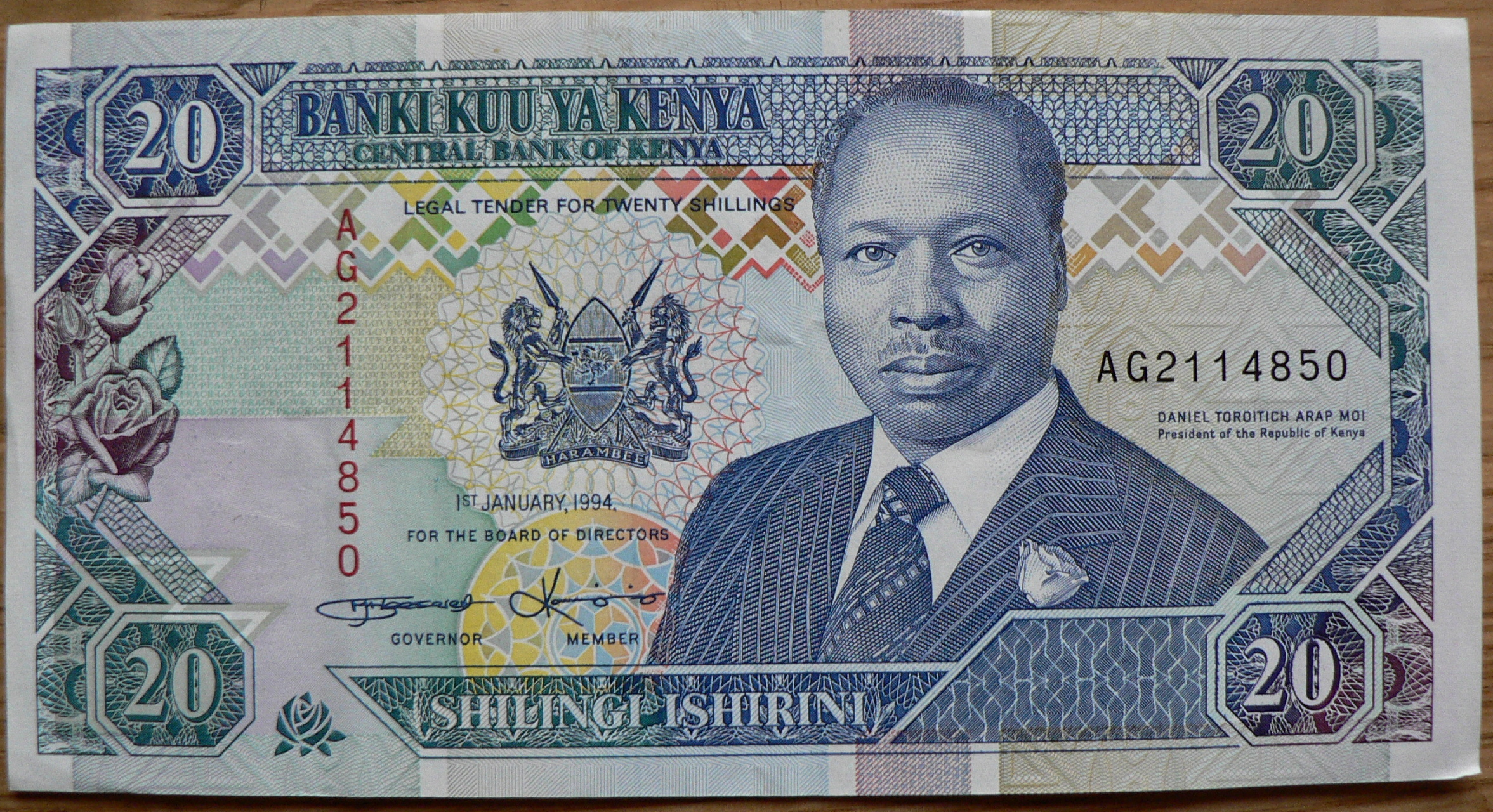
丹尼尔·阿拉普·莫伊的画像是1994年版20肯尼亚先令的主图案

丹尼尔·阿拉普·莫伊（英語：Daniel arap Moi，1924年9月2日—2020年2月4日），前肯尼亚獨裁者，1978年至2002年间担任肯尼亚总统。

## 生平
丹尼尔·阿拉普·莫伊生于肯尼亚裂谷省巴林戈县，为卡倫金人，信奉基督教。乔莫·肯雅塔1978年去世后，他繼任總統。他在1979年、1983年、1988年选举在實行一黨制的情況下，在無競爭下當選總統。隨著冷戰結束，肯尼亚1992年改為實行多党制，同年大选及1997年大选中，皆勝選為肯尼亚共和国总统。2002年，他遵守憲法不再藉由修憲尋求連任，同年他所屬的執政黨失去政權。
2020年2月4日因病逝世，享年95岁。